# Abies Sect. Momi
Секција Momi је део рода јела. Ова секција обухвата хималајске и источноазијске врсте које расту на малим и средњим надморским висинама.
Секција се дели на три подсекције, са следећим врстама:

 — чејаншка јела
 — моми јела

 — шенси јела
 — манџуријска јела
 — западнохималајска јела

 — нико јела
 — мин јела